# Regression der partiellen kleinsten Quadrate
Die Regression der partiellen kleinsten Quadrate (Partielle Kleinste-Quadrate-Regression, PLS) ist ein Regressionsmodell ähnlich der Hauptkomponentenregression und ebenfalls ein reduced-rank-regression-Modell, bei dem die Eingabe iterativ in latente Räume projiziert wird, welche möglichst korreliert mit dem Ausgaberaum sind. Aus diesen Projektionen werden mehrere hierarchisch aufgebaute lineare Regressionsmodelle aufgebaut.

## Kernidee des Algorithmus

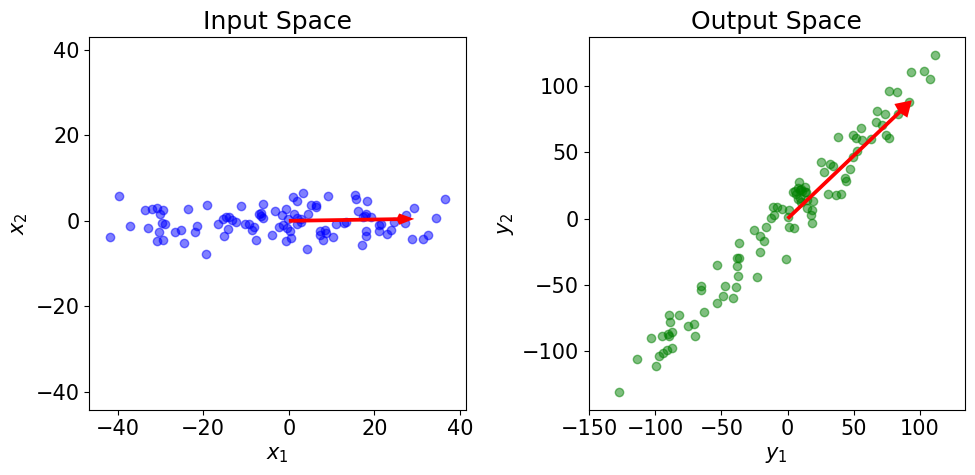
Kernidee der Regression der partiellen kleinsten Quadrate. Die Loading-Vektoren im Ein- und Ausgaberaum sind rot gezeichnet (hier zur besseren Sichtbarkeit nicht normiert). Nimmt zu (unabhängig von), so nehmen und zu.

Betrachtet man {\displaystyle n} gepaarte Zufallsstichproben {\displaystyle ({\vec {x}}_{i},{\vec {y}}_{i}),i\in {1,...,n}}.
als gegeben, so sucht die Regression der partiellen kleinsten Quadrate im ersten Schritt {\displaystyle j=1} die normierte Richtung {\displaystyle {\vec {v}}_{j}}, {\displaystyle {\vec {w}}_{j}} so, dass die Korrelation maximiert wird. Es gilt: {\displaystyle \max _{{\vec {v}}_{j},{\vec {w}}_{j}}E_{{\vec {X}},{\vec {Y}}}[\underbrace {({\vec {v}}_{j}\cdot {\vec {X}})} _{z_{j}}\underbrace {({\vec {w}}_{j}\cdot {\vec {Y}})} _{r_{j}}]=\max _{{\vec {v}}_{j},{\vec {w}}_{j}}{\vec {v}}_{j}E_{{\vec {X}},{\vec {Y}}}[{\vec {X}}{\vec {Y}}]\cdot {\vec {w}}_{j},}
mit Korrelationsmatrix im letzten Term und {\displaystyle |{\vec {v}}_{j}|=1}, {\displaystyle |{\vec {w}}_{j}|=1}
Da die gepaarten Stichproben {\displaystyle ({\vec {x}}_{i},{\vec {y}}_{i})} zufällig aus der gemeinsamen Verteilung {\displaystyle P({\vec {X}},{\vec {Y}})} gezogen wurden (also {\displaystyle ({\vec {X}}_{i},{\vec {Y}}_{i})\sim P({\vec {X}},{\vec {Y}})} gilt), kann der Erwartungswert durch den Stichprobenmittelwert geschätzt werden:
{\displaystyle \max _{{\vec {v}}_{j},{\vec {w}}_{j}}{\hat {E}}_{X,Y}[\underbrace {({\vec {v}}_{j}\cdot {\vec {X}})} _{z_{j}}\underbrace {({\vec {w}}_{j}\cdot {\vec {Y}})} _{r_{j}}]=\max _{{\vec {v}}_{j},{\vec {w}}_{j}}{\frac {1}{n}}\sum _{i=1}^{n}[\underbrace {({\vec {v}}_{j}\cdot {\vec {x_{i}}})} _{z_{i,j}}\underbrace {({\vec {w}}_{j}\cdot {\vec {y_{i}}})} _{r_{i,j}}]}
- {\displaystyle {\vec {v}}_{j}} ist Input-Loading-Vektor im {\displaystyle j}-ten Schritt
- {\displaystyle {\vec {w}}_{j}} ist der Output-Loading-Vektor im {\displaystyle j}-ten Schritt
- die Projektion {\displaystyle z_{i,j}} ist der Input-Score der Stichprobe {\displaystyle i}
- die Projektion {\displaystyle r_{i,j}} ist der Output-Score der Stichprobe {\displaystyle i}

Für den {\displaystyle j+1}-ten Schritt werden die Daten im Eingaberaum „deflated“ (jedoch nicht im Ausgaberaum) und dann erneut Richtungen {\displaystyle {\vec {v}}_{j+1}}, {\displaystyle {\vec {w}}_{j+1}} gesucht:
{\displaystyle {\vec {x}}_{i}^{(j+1)}={\vec {x}}_{i}^{(j)}-({\vec {v}}_{j}{\vec {x}}_{i}^{(j)}){\vec {v}}_{j}={\vec {x}}_{i}^{(j)}-z_{i,j}{\vec {v}}_{j}}

### Matrixnotation
Dieser Algorithmus kann in Matrix-Schreibweise dargestellt werden:
Dazu werden die Beobachtungen {\displaystyle {\vec {x}}_{1}\dots {\vec {x}}_{n}} gesammelt in einer Matrix {\displaystyle X} der Dimension {\displaystyle n\times f_{x}} (mit {\displaystyle f_{x}} der Zahl der Merkmale im Eingaberaum) dargestellt, sodass jede Zeile der Matrix eine Beobachtung darstellt (analog für die Beobachtungen {\displaystyle {\vec {y}}_{1}\dots {\vec {y}}_{n}}). Es gilt somit:
{\displaystyle X_{\alpha ,\beta }=({\vec {x}}_{\alpha })_{\beta }.}
Für jede Beobachtung gilt nun, dass sie in der Basis der Loading-Vektoren dargestellt werden kann
{\displaystyle {\vec {x}}_{\alpha }=\sum _{j}({\vec {x}}_{\alpha }{\vec {v}}_{j}){\vec {v}}_{j}+{\vec {\epsilon }}_{\alpha }=\sum _{j}z_{\alpha ,j}{\vec {v}}_{j}+{\vec {\epsilon }}_{\alpha }}, mit einem Restterm {\displaystyle {\vec {\epsilon }}_{\alpha }}.
Für das Matrixelement gilt daher
{\displaystyle X_{\alpha ,\beta }=\sum _{j}z_{\alpha ,j}({\vec {v}}_{j})_{\beta }+({\vec {\epsilon }}_{\alpha })_{\beta }=(ZV+\mathrm {E} )_{\alpha ,\beta }}, bzw. für die Matrix:
{\displaystyle X=ZV+\mathrm {E} },
analog für {\displaystyle Y=RW+\Gamma }.
Manchmal wird statt der Matrix V auch mit ihrer transponierten {\displaystyle {\tilde {V}}=V^{T}} gearbeitet, dann gilt:
{\displaystyle X=Z{\tilde {V}}^{T}+\mathrm {E} } und
{\displaystyle Y=R{\tilde {W}}^{T}+\Gamma }

## Ergebnis
Nach Auffinden der Loading-Vektoren findet häufig eine Interpretation der Loading-Vektoren sowie der Input-Scores statt.
Im Biplot werden die Input-Scores {\displaystyle (z_{i,j=1},z_{i_{j}=2})} ausgewählter PLS-Schritte dargestellt, z. B. j=1 und j=2 („Component 1“ und „Component 2“ im Bild). Dadurch entsteht eine Punkt-Wolke der Projektionen der (in höheren Schritten durch Deflation modifizierten) Eingabedaten {\displaystyle x_{i}} auf die Richtungen {\displaystyle {\vec {v}}_{j}}.
Die Pfeile im Biplot werden durch die Projektionen der künstlichen Daten {\displaystyle {\vec {{\hat {x}}_{1}}}={\begin{pmatrix}1\\0\\\dots \\0\end{pmatrix}}}, {\displaystyle {\vec {{\hat {x}}_{2}}}={\begin{pmatrix}0\\1\\\dots \\0\end{pmatrix}}\dots } und der jeweils korrespondierenden Input-Scores {\displaystyle ({\hat {z}}_{1,j=1}=({\vec {v}}_{1})_{1},{\hat {z}}_{1,j=2}=({\vec {v}}_{2})_{1})} erhalten. Da diese künstlichen Daten jeweils ein Merkmal one-hot encoden, kann ihnen eindeutig ein Merkmal zugewiesen werden, welches im Biplot oft direkt an den Pfeil geschrieben wird.

Biplot als Ergebnis der PLS: die gestreuten Punkte sind die Input-Scores der Beobachtungen. Pfeile zeigen die Beiträge jedes Features zum ersten und zweiten Input-Loading-Vektor

## Vorteile
Im Vergleich zur Hauptkomponentenanalyse werden nicht die Richtungen maximaler Varianz im Eingaberaum gefunden, sondern die Richtungen maximaler Korrelation von Ein- und Ausgabedaten. Man könnte sonst beispielsweise x-Variablen eine hohe Gewichtung geben, die eine hohe Varianz besitzen, jedoch gar nicht mit der Zielvariablen korrelieren.